# Scaphoideus diminutus
Scaphoideus diminutus är en insektsart som beskrevs av Matsumura 1914. Scaphoideus diminutus ingår i släktet Scaphoideus och familjen dvärgstritar. Inga underarter finns listade i Catalogue of Life.